# Миранти (Баия)
Миранти (порт. Mirante)  —  муниципалитет в Бразилии, входит в штат Баия. Составная часть мезорегиона Юго-центральная часть штата Баия. Входит в экономико-статистический микрорегион Витория-да-Конкиста. Население составляет 17 660 человек на 2006 год. Занимает площадь 927,826 км². Плотность населения — 19,0 чел./км².
Праздник города — 13 июня.

## История
Город основан 13 июня 1989 года.

## Статистика
- Валовой внутренний продукт на 2005 год составляет 20 586 037,00 реалов (данные: Бразильский институт географии и статистики).
- Валовой внутренний продукт на душу населения на 2005 год составляет 1204,07 реалов (данные: Бразильский институт географии и статистики).
- Индекс развития человеческого потенциала на 2000 год составляет 0,563 (данные: Программа развития ООН).